# مقالب غوار (مسلسل)
مقالب غوار مسلسل كوميدي سوري أنتج عام 1967 من إخراج خلدون المالح ومن بطولة دريد لحام، نهاد قلعي، رفيق سبيعي،
الممثلون:
دريد لحام
نهاد قلعي
رفيق السبيعي
صباح فخري
شفيق حسن
زياد مكوك
ماجد أفيوني
وفاء طربيه
آمال العريس
نبيه أبو الحسن
سعاد الكريم
رفيق عويجان
```
.
[
1
]
[
2
]
[
3
]
```